# Sungai Sayang
Sungai Sayang is een bestuurslaag in het regentschap Tanjung Jabung Timur van de provincie Jambi, Indonesië. Sungai Sayang telt 1199 inwoners (volkstelling 2010).